# Abschnittsbefestigung Hörnekapf
Die Abschnittsbefestigung Hörnekapf ist eine urgeschichtliche Höhenburg (Wallanlage) auf rund 902 m ü. NHN Höhe und liegt rund drei Kilometer nordwestlich der Stadt Geisingen im Landkreis Tuttlingen in Baden-Württemberg.
Bei dem Abschnittswall handelt es sich um eine urgeschichtliche Wallburg mit einer Innenfläche von insgesamt 7,74 Hektar und einer inneren Befestigung von 1,14 Hektar. Von der ehemaligen Befestigung sind noch geringe Wallreste erhalten.